# Jon Jordås
Jon Jordås, född 9 april 1982 i Högalids församling i Stockholm, är en svensk radiojournalist och författare. Jordås tilldelades Lilla Augustpriset i den facklitterära klassen åren 2001 och 2002. Sedan 2010-talet har han varit verksam vid Sveriges Radio. År 2020 utkom Jordås med romanen Min Martina. År 2024 kom Den sista boken om mordet på Olof Palme där Jordås pekar ut Christer A som mördaren.